# Kalotan
Kalotan är en halvö i Finland. Den ligger i kommunen Vörå i landskapet Österbotten, i den västra delen av landet, 400 km norr om huvudstaden Helsingfors. Kalotan är den nordligaste udden på ön Oxkangar.